# 萊昂德羅阿萊姆 (米西奧內斯省)

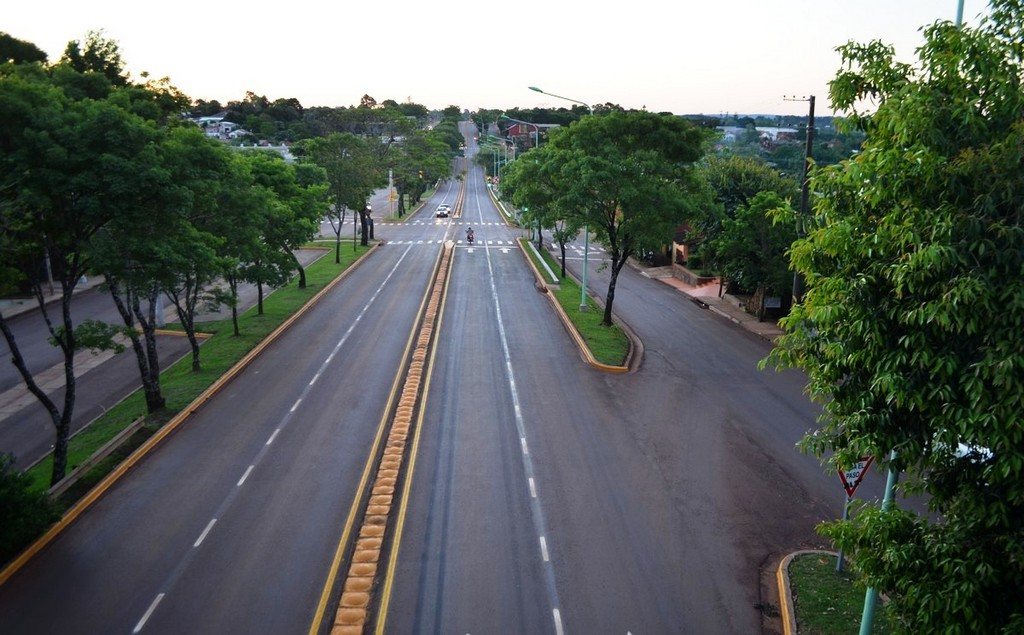
萊昂德羅阿萊姆

27°36′S 55°20′W / 27.600°S 55.333°W
萊昂德羅阿萊姆（西班牙語：Leandro N. Alem），是阿根廷的城市，位於該國東北部米西奧內斯省，面積175平方公里，海拔高度280米，2010年人口28,583，人口密度每平方公里163人。